# Ullhårig pälsblomfluga
Ullhårig pälsblomfluga (Criorhina floccosa) är en tvåvingeart som först beskrevs av Johann Wilhelm Meigen 1822.  Ullhårig pälsblomfluga ingår i släktet pälsblomflugor, och familjen blomflugor.
Artens utbredningsområde är Frankrike. Enligt den svenska rödlistan är arten sårbar i Sverige. Arten förekommer i Götaland. Artens livsmiljö är jordbrukslandskap, skogslandskap, stadsmiljö. Inga underarter finns listade i Catalogue of Life.

## Bildgalleri

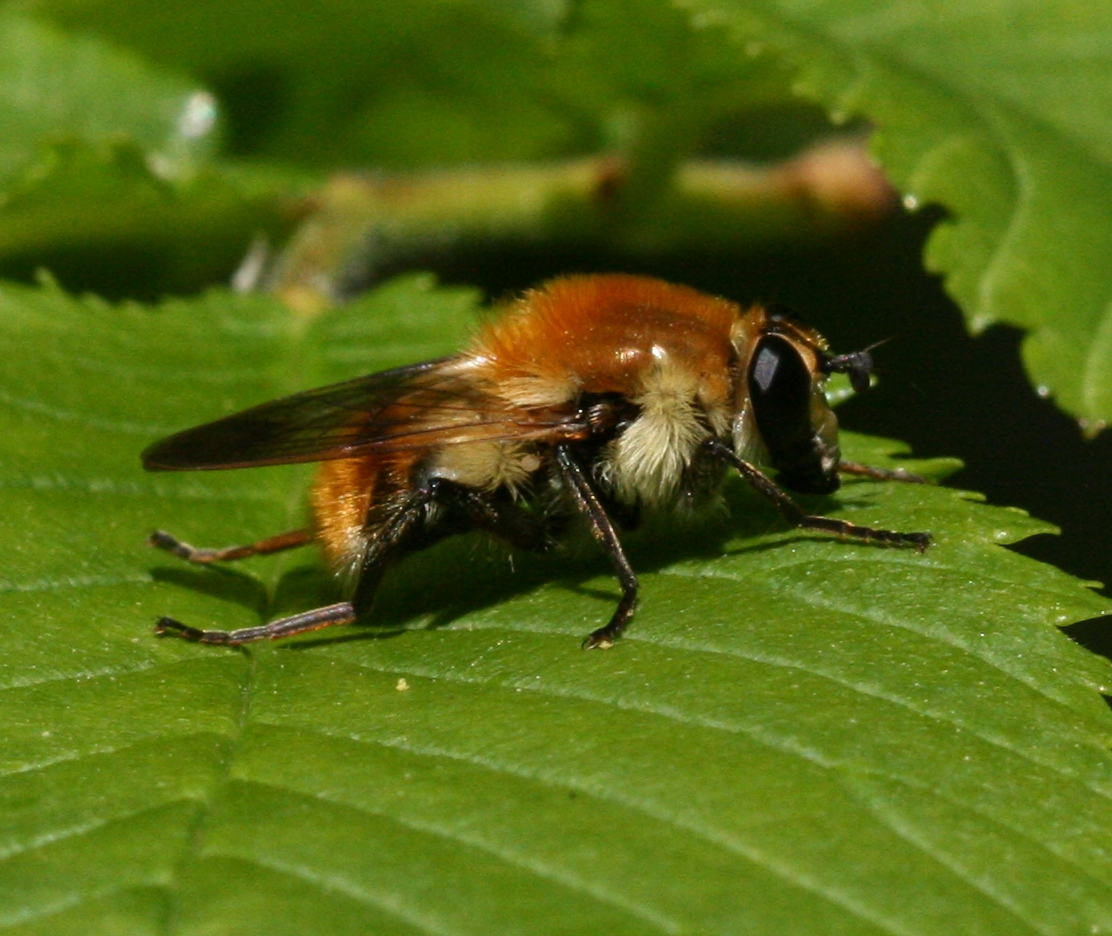
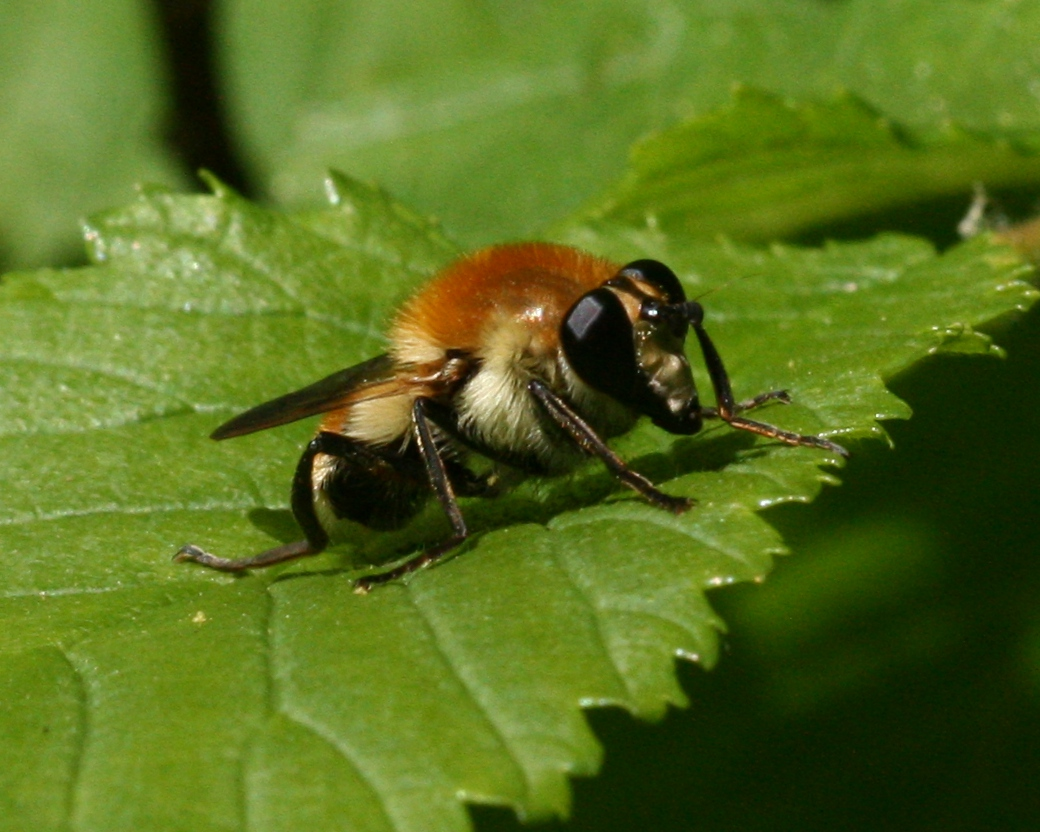
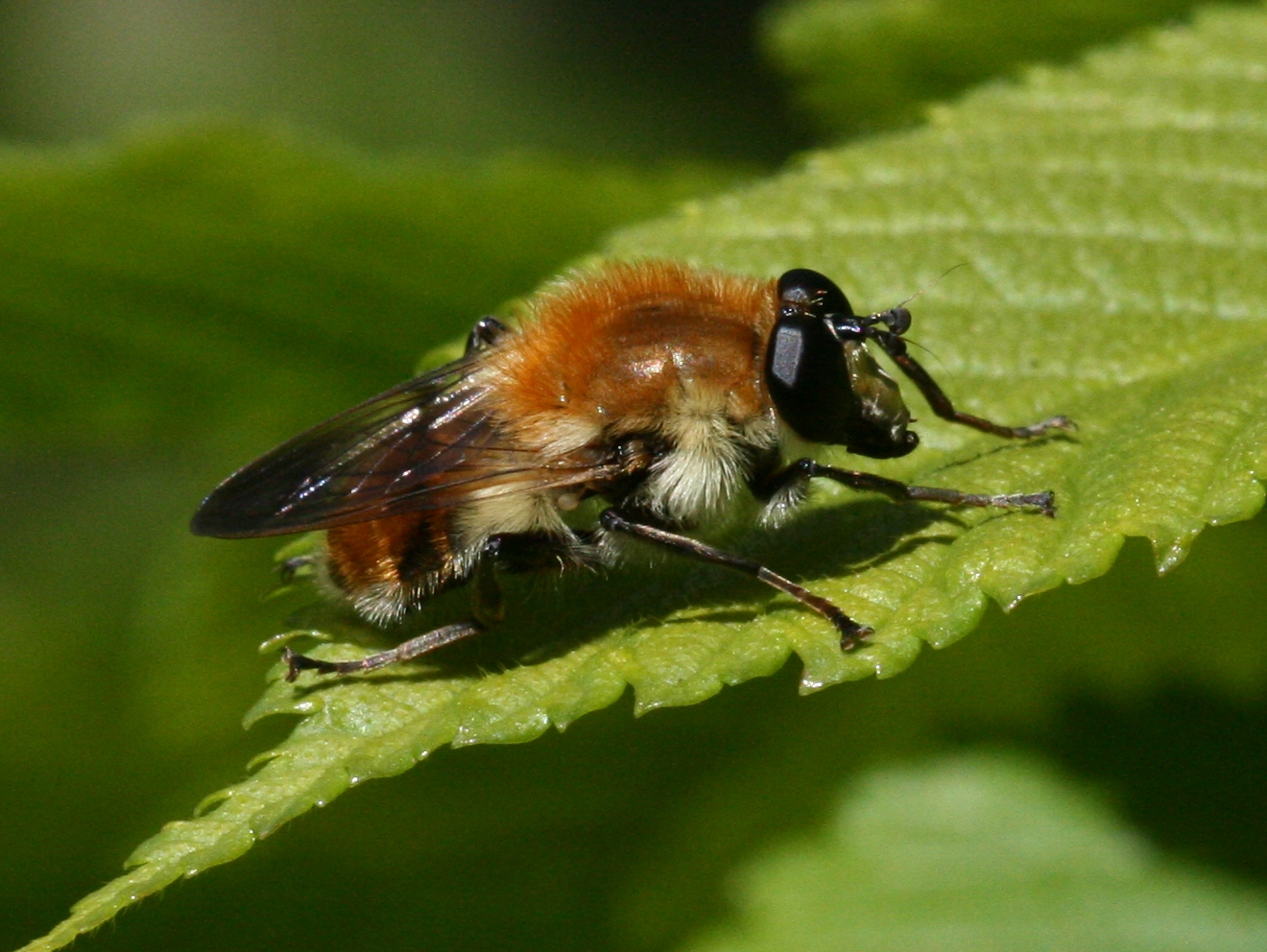
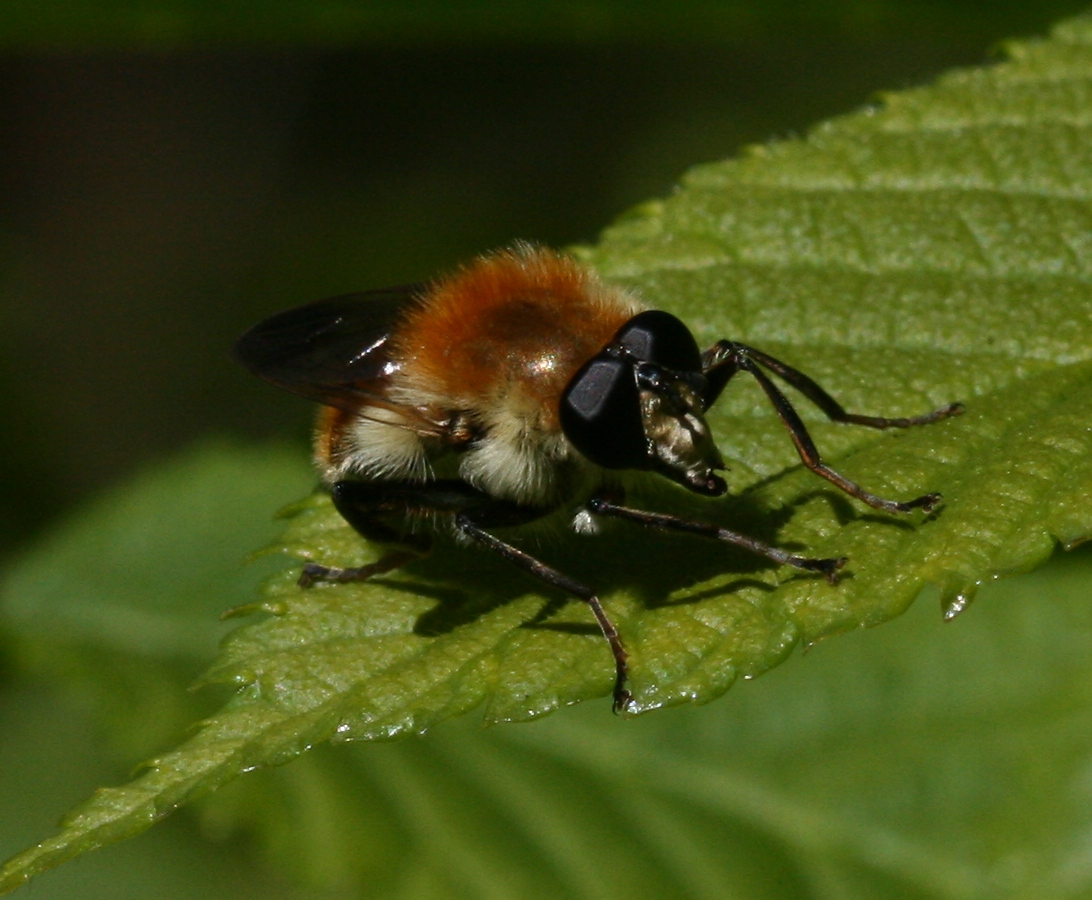